# Symplecta carsoni
Symplecta carsoni är en tvåvingeart som först beskrevs av Alexander 1955.  Symplecta carsoni ingår i släktet Symplecta och familjen småharkrankar. Inga underarter finns listade i Catalogue of Life.